# Spanglerogyrinae
Spanglerogyrinae là một phân họ bọ cánh cứng trong họ Bọ vẽ nước. Nó được mô tả vào năm 1979 bởi Folkerts ở Alabama. Phân họ này chỉ có một chi.

## Geslachten
Phân họ bao gồm chi sau:
- Spanglerogyrus Folkerts, 1979